# Apocinòidies
Les apocinòidies (Apocynoideae) són una subfamília de plantes angiospermes que pertany a la família de les apocinàcies (Apocynaceae).
Dins d'aquesta subfamília hi ha espècies amb usos farmacològics, se'n pot citar el gènere Malouetia.